# Leif Erland Andersson
Pour les articles homonymes, voir Andersson.
Leif Erland Andersson (Falkenberg, né le 4 novembre 1943 à Falkenberg et mort le 4 mai 1979 dans la même ville, est un astronome suédois.

## Biographie
Après des études à l'université de Lund, il part à l'université de l'Indiana à Bloomington terminer son doctorat. Il travaille ensuite à l'université de l'Arizona à Tucson. 
Il calcule le premier passage observable de Pluton et de Charon[pas clair], mais sans le voir car il meurt d'un lymphome à l'âge de 35 ans.

## Hommages
Le cratère lunaire Andersson et l'astéroïde (9223) Leifandersson porte son nom.